# Smyčkova (Litovel)
Smyčkova ulice v Litovli je ulice vedoucí po levém břehu Muzejní vody, ramene řeky Morava, od křižovatky s Havlíčkovou ulicí k budově Muzea Litovel. Založena byla pod názvem ulice Dr. Jana Smyčky po zbourání městských hradeb roku 1924, přičemž v průběhu své existence byla několikrát přejmenována. Do roku 1990 zahrnovala také dnešní ulici Boženy Němcové. V ulici se nachází pět adres, na nichž se nachází šest bytů (pět obydlených), v nichž žije 16 obyvatel (k roku 2017). Nejvýznamnější adresou je Smyčkova 795/4, to jest budova zmíněného litovelského muzea, zapsaná do seznamu kulturních památek České republiky. V parku před muzeem stojí vzácná renesanční boží muka, která jsou nejstarší kulturní památkou tohoto typu na Olomoucku.

## Historie

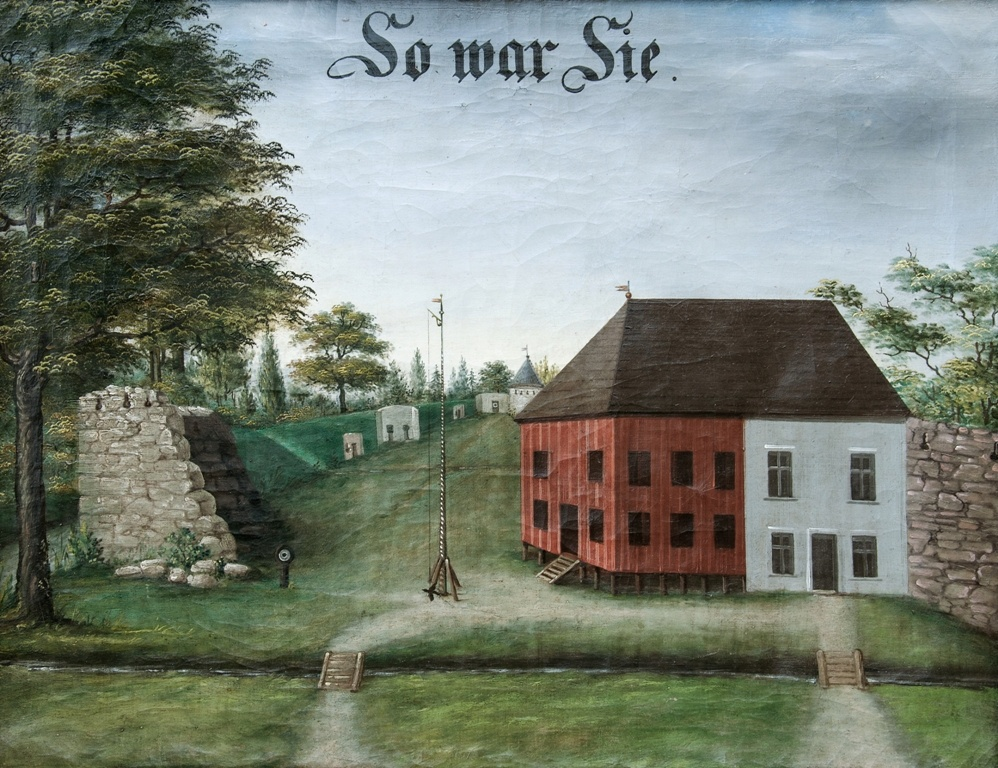
Střelnice a zbytky bašty na místě dnešní Smyčkovy ulice v roce 1822

Na místě dnešní Smyčkovy ulice se původně nacházely valy městského opevnění a na místě dnešního muzea stávala střelnice, což byla nejprve dřevěná stavba neznámé podoby, roku 1737 nahrazená budovou kamennou. Naproti této budovy stály zbytky gotické poloválcové bašty, které se při přestavbě a rozšížení budovy střelnice roku 1822 staly její součástí. Po zbourání hradeb v západní části města roku 1924 byly valy odstraněny. Materiálem, získaném jejich odtěžením, bylo zasypáno bažinaté rameno Moravy, které původně obtékalo městské hradby, a voda byla odvedena cementovými rourami do Olomouckého rybníka. Takto získané pozemky byly přeměněny na stavební parcely, které se prodávaly za účelem staveb rodinných domů za cenu 3 korun za metr čtvereční. Po zásahu památkového ústavu byly tehdy valy ještě z malé části zachovány alespoň za budovou bývalé střelnice, v níž již od roku 1920 sídlilo litovelské muzeum. Současně zde vznikla promenáda Okolo půl města, která se stala základem budoucí ulice. Ta byla roku 1930 pojmenována po významném litovelském regionálním historikovi, vlastivědném pracovníkovi a starostovi Janu Smyčkovi, který tudy chodíval denně z muzea na svůj statek v Komárově, jako ulice Dr. Jana Smyčky. Ulice tehdy byla delší: vedla od muzea kolem bývalé německé tělocvičny (tzv. turnhaly, stojící od roku 1872 na místě někdejší prachárny), dále kolem městské elektrárny a končila za farou, takže zahrnovala i dnešní ulici Boženy Němcové.
Za druhé světové války musely být mnohé ulice ve městě přejmenovány, ovšem podle prvního návrhu vydaného městskou radou začátkem listopadu 1939 se zdálo, že ulice Dr. Jana Smyčky se to týkat nebude a její název měl být pouze doplněn o německou variantu Dr. J. Smyčka-gasse. Kvůli české diakritice měl tento německý název patřit také mezi výjimky, které by se na tabulkách nepsaly švabachem, ale latinkou. Nakonec však byla přejmenována také a na seznamu ulic, který vládní komisař Fritz Mekiska zaslal okresnímu úřadu 5. září 1940, již figurovala pod německým názvem Promenadengasse, česky Na promenádě, někdy též uváděna jako Promenádní ulička.
Po ukončení německé okupace se ulici vrátil její předválečný název Dr. J. Smyčky. V roce 1958 se v ní podle údaje městského kronikáře nacházelo 8 domů, v nichž žilo 28 obyvatel. Roku 1963 byl její název znovu změněn, a to na návrh zvláštní komise při místním výboru Komunistické strany Československa, jehož úkolem bylo dbát na to, aby byla užívána jména významných osobností v souladu s duchem marxisticko-leninských zásad. Dne 11. ledna 1963 tedy rada Místního národního výboru v Litovli ulici pojmenovala Boženy Němcové.
Roku 1990, krátce po listopadové revoluci, navrhla komise pro pojmenovávání ulic, složená z předsedy Městského národního výboru Litovel a členů místní organizace Občanského fóra, opětovný návrat k původnímu názvu. To však narazilo na nesouhlas obyvatel, pro které by změna znamenala nutnost výměny osobních dokladů. Proto bylo zvoleno kompromisní řešení, podle kterého byla ulice rozdělena na dvě, přičemž část od muzea po křižovatku s Havlíčkovou ulicí byla pojmenována Smyčkova, a zbývající části ulice zůstal název Boženy Němcové.
Zatím poslední významnější zásah do svého vzhledu zaznamenala Smyčkova ulice roku 2004, kdy byly v souvislosti s opravami Muzea Litovel a s tím související úpravou okolního prostoru odstraněny výše zmíněné poslední zbytky valů městského opevnění.